# Р56 (Росія)
Автошлях Р56 (рос. Р56) — магістральна дорога федерального значення в Росії.  251 кілометрова дорога сполучає великі міста Великий Новгород, адміністративний центр Новгородської області, і Псков, центр Псковської області на північному заході Росії.
Дорога відгалужується на північний схід від Великого Новгорода від федеральної магістралі М10 Росія, перетинає місто в південно-західному напрямку, оминає озеро Ільмень із західного боку і слідує за його притокою Шелонь по лівому березі до невеликого містечка Порхов, який вже в Псковській області. Там вона повертає на захід і нарешті виходить на федеральну трасу Р23 за кілька кілометрів на північний схід від Пскова.
Дорога по всій довжині має тверде покриття та має дві смуги.
До зміни нумерації магістральних доріг Росії з 2010 року ділянка Новгород – Порхов проходила під номером А116. A116 продовжувалася від Порхова через Остров і повз Питалово до кордону з Латвією (там він продовжувався як A13 у напрямку Резекне – Даугавпілс – литовський кордон). Ця частина колишньої А116 тепер має номер 58А-309 як регіональна дорога Псковської області до Остріва, а далі під номером 58К-306.